# Alice Bah Kuhnke
Alice Bah Kuhnke, née le 21 décembre 1971 à Malmö, est une femme politique suédoise. Elle est ministre de la Culture entre 2014 et 2019. Depuis 2019, elle siège au Parlement européen en tant que députée.

## Biographie

### Jeunesse
Bah grandit dans la province du Småland, élevée par un père gambien et une mère suédoise. Pendant ses études secondaires, elle pratique la course à pied, étant même l'une des meilleures sprinteuses suédoises de la fin des années 1980,.

### Vie professionnelle
En 1992, elle commence une carrière télévisuelle sur une chaîne de la Sveriges Television. Entre 1998 et 1999, elle présente une émission sur TV4.
Après avoir quitté la télévision pour étudier la science politique, elle est, entre autres, « directrice du département des idées » pour le géant de l'assurance Skandia, à la tête d’une équipe de cinq personnes. Entre 2004 et 2007, elle est secrétaire générale de l'association de commerce équitable Rättvisemärkt.
En septembre 2009, elle devient chargée de la qualité environnementale et de la responsabilité sociale de l'entreprise ÅF (en).

### Parcours politique
Le 3 octobre 2014, elle est nommée ministre de la Culture et de la Démocratie dans le gouvernement Löfven, trois jours seulement après avoir rejoint le Parti de l'environnement Les Verts.
Le 26 mai 2019, elle devient députée européenne sur la liste Groupe des Verts/ALE

### Vie personnelle
Depuis 2002, elle est mariée à Johannes Bah Kuhnke, chanteur et acteur suédois, connu notamment pour son rôle dans Real Humans : 100 % humain.
Elle est membre du synode de l'Église de Suède de 2006 à 2010.